# Uaru fernandezyepezi
Uaru fernandezyepezi (potoczna/handlowa nazwa Uaru "Panda") – gatunek słodkowodnej ryby z rodziny pielęgnicowatych (Cichlidae). Zasiedla wody północnej części Ameryki Południowej.

## Występowanie
Gatunek ten zamieszkuje miękkie i czarne wody rzeki Rio Atabapo, górnego dopływu Orinoko, pomiędzy Wenezuelą a Kolumbią. Preferują wody o łagodnym nurcie oraz dnie składającym się z drobnego białego piasku, z licznymi korzeniami i opadłymi liśćmi.

## Taksonomia
Nazwę rodzajową nadał ichtiolog Johann Heckel, zaś nazwa gatunkowa Uaru fernandezyepezi pochodzi od nazwiska wenezuelskiego ichtiologa Augustina Fernandeza Yepeza. Ryba ta została po raz pierwszy złapana przez Hansa Kopkego w 1988 roku w Rio Atabapo we wschodniej Kolumbii; naukowo opisał ją Rainer Stawikowski w roku 1989.

## Morfologia
Dorasta do kilkunastu centymetrów długości, niekiedy ponad 20.

## Pielęgnacja
Uaru fernandezyepezi to wymagający gatunek; przedstawiciele często chorują na dziurawicę HITH (dziury i rany w okolicach pyska i głowy).
Zalecenia dotyczące hodowli tego gatunku:
- utrzymywanie małej zawartości azotanów poprzez częste podmiany wody
- dbanie o specyficzne warunki fizykochemiczne wody tzn. miękka, kwaśna i ciepła (30–34 °C)
- pokarm roślinny (zielony groszek, pietruszka, marchewka, spirulina)
- przestronne akwaria z licznymi kryjówkami